# Dizy (Marne)
Dizy település Franciaországban, Marne megyében. Lakosainak száma 1485 fő (2022. január 1.). Dizy Champillon, Aÿ-Champagne, Hautvillers és Magenta községekkel határos.

## Népesség
A település népességének változása:
| Lakosok száma | 1047 | 1319 | 1542 | 1714 | 1572 | 1551 | 1524 | 1496 | 1492 | 1485 |
|               | 1968 | 1982 | 1990 | 2006 | 2013 | 2015 | 2017 | 2019 | 2020 | 2022 |

## Híres személyek
- René Bliard (1932–2009) válogatott francia labdarúgó